# La trappola (Pirandello)
La trappola è una novella di Luigi Pirandello.

## Trama
Il racconto è organizzato in forma di monologo interiore di un uomo che sta parlando con un interlocutore immaginario. Inizia raccontando che di notte gli oggetti non dormono ma restano nella stessa posizione che tengono di giorno e, a differenza dell'essere umano che è mortale, gli oggetti rimangono e vengono vissuti da più persone. I vestiti, per esempio, vengono portati da più persone, lo specchio per anni specchierà sempre persone diverse.
L'uomo continua parlando della vita che ritiene una trappola da cui non ci si può liberare, infatti per lui la vita non ha alcun senso perché si morirà per forza senza far nulla per evitare la morte. Continua il discorso affermando che anche le donne sono una trappola, infatti seducono gli uomini, ci si accoppiano, e mettono alla luce tanti "piccoli morti" che sono a loro volta in trappola perché appena nati iniziano a morire. Il narratore racconta di essere caduto lui stesso nella trappola di una donna che aiutava suo padre malato, lei non poteva avere figli e così aveva estorto una gravidanza al protagonista e poi era scappata con il marito. 
Il brano si conclude con l'uomo che medita perché vorrebbe che suo padre molto malato venisse liberato dalla "trappola" e lui stesso vorrebbe ciò anche per sé.

## Cronistoria
- «Corriere della Sera», 22 maggio 1912,
- La trappola, Treves 1915
- Quarto volume L'uomo solo, Bemporad Firenze 1922.[3]

## Edizioni
- Luigi Pirandello, Novelle per un anno, Prefazione di Corrado Alvaro, Mondadori 1956-1987, 2 volumi. 0001690-7
- Luigi Pirandello, Novelle per un anno, a cura di Mario Costanzo, Prefazione di Giovanni Macchia, I Meridiani, 2 volumi, Arnoldo Mondadori, Milano 1987 EAN: 9788804211921
- Luigi Pirandello, Tutte le novelle, a cura di Lucio Lugnani, Classici Moderni BUR, Milano 2007, 3 volumi.
- Luigi Pirandello, Novelle per un anno, a cura di S. Campailla, Newton Compton, Grandi tascabili economici.I mammut, Roma 2011 Isbn 9788854136601
- Luigi Pirandello, Novelle per un anno, a cura di Pietro Gibellini, Giunti, Firenze 1994, voll. 3.